# شادمهرک
شادمهرک، روستایی از توابع بخش مرکزی شهرستان نیشابور در استان خراسان رضوی است.

## جمعیت
این روستا در دهستان ریوند قرار دارد و بر اساس سرشماری مرکز آمار ایران در سال ۱۳۸۵، جمعیت آن ۶۹۴ نفر (۱۶۶خانوار) بوده است.